# Стріла

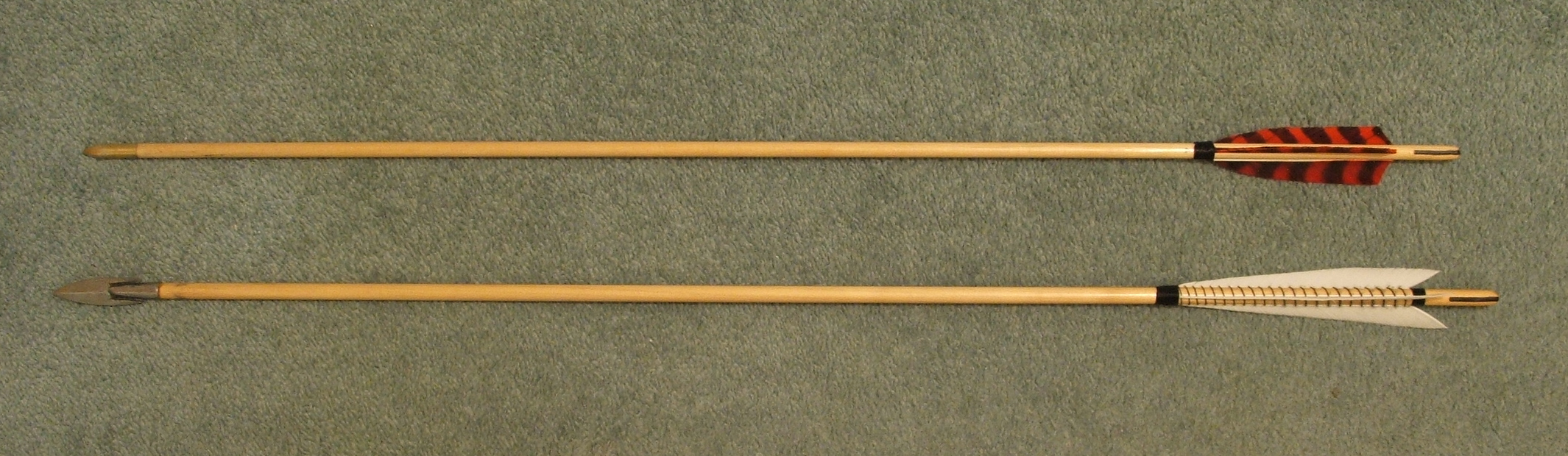
Традиційні стріли

Стріла́ — боєприпас для стрільби з лука і арбалета. Короткі арбалетні стріли називаються болтами.

## Будова
Стріла складається з таких елементів: наконечника, древка і оперення.
- Наконечник — передня частина стріли, що безпосередньо влучає в ціль[2]. Виготовляється з каменю, кістки, рогу, металів. Головне призначення наконечника полягає в завданні максимальної шкоди цілі. Часто наконечники мають зазубрини, що перешкоджають їх видаленню з тіла, спричиняють втрату й зараження крові. Крім того існують спеціалізовані наконечники, призначені пробивати броню та нести палаючий матеріал, щоб підпалювати займисту ціль; перерізати канати та вітрила[2]. Стріли також могли видавати свист у польоті за наявності борозен чи отворів у наконечнику, щоб слугувати сигнальними засобами[3]. Наконечник стріли міг бути змащений отрутою[4].
- Древко — стрижень, що є основою стріли. Виготовляється здебільшого з дерева, але застосовуються і інші матеріали: наприклад, стріли для даякських духових рушниць (сумпітанів) роблять із черешків листків сагової пальми, що робить їх найлегшими в світі; стріли сучасних луків і арбалетів виготовляють також з пластику чи скловолокна. Довжина стріли визначається трьома чинниками: 1) довжиною самого лука (в Англії, за королівськими статутами, довжина стріли мала дорівнювати половині довжини лука); 2) формою лука (що більша кривина, то довшою повинна бути стріла); 3) способом і технікою стрільби. Стріли для арбалетів (болти) мають незначну довжину: довші ламаються внаслідок значних перевантажень при пострілі. На задньому кінці зазвичай роблять виріз для тятиви (у деяких місцевостях замість вирізу для запобігання зісковзуванню стріли з тятиви її хвостовий кінець обмазують смолою)[3][5]. Древко може бути суцільним або складатися з 4-х склеєних планок, що надає стрілі жорсткості. Залежно від спеціалізації стріли, древко могло фарбуватися в різні кольори, щоб стрілець швидко впізнав потрібну[6].
- Оперення — хвостовий стабілізатор стріли. Виконується традиційно з пташиного пір'я, але використовуються також листя, шматочки шкіри, в сучасних стріл — і синтетичні матеріали[7]. Оперення дещо вигнуте, завдяки чому в польоті стріла обертається і менше відхиляється від потрібної траєкторії[6].

## Історія стріл

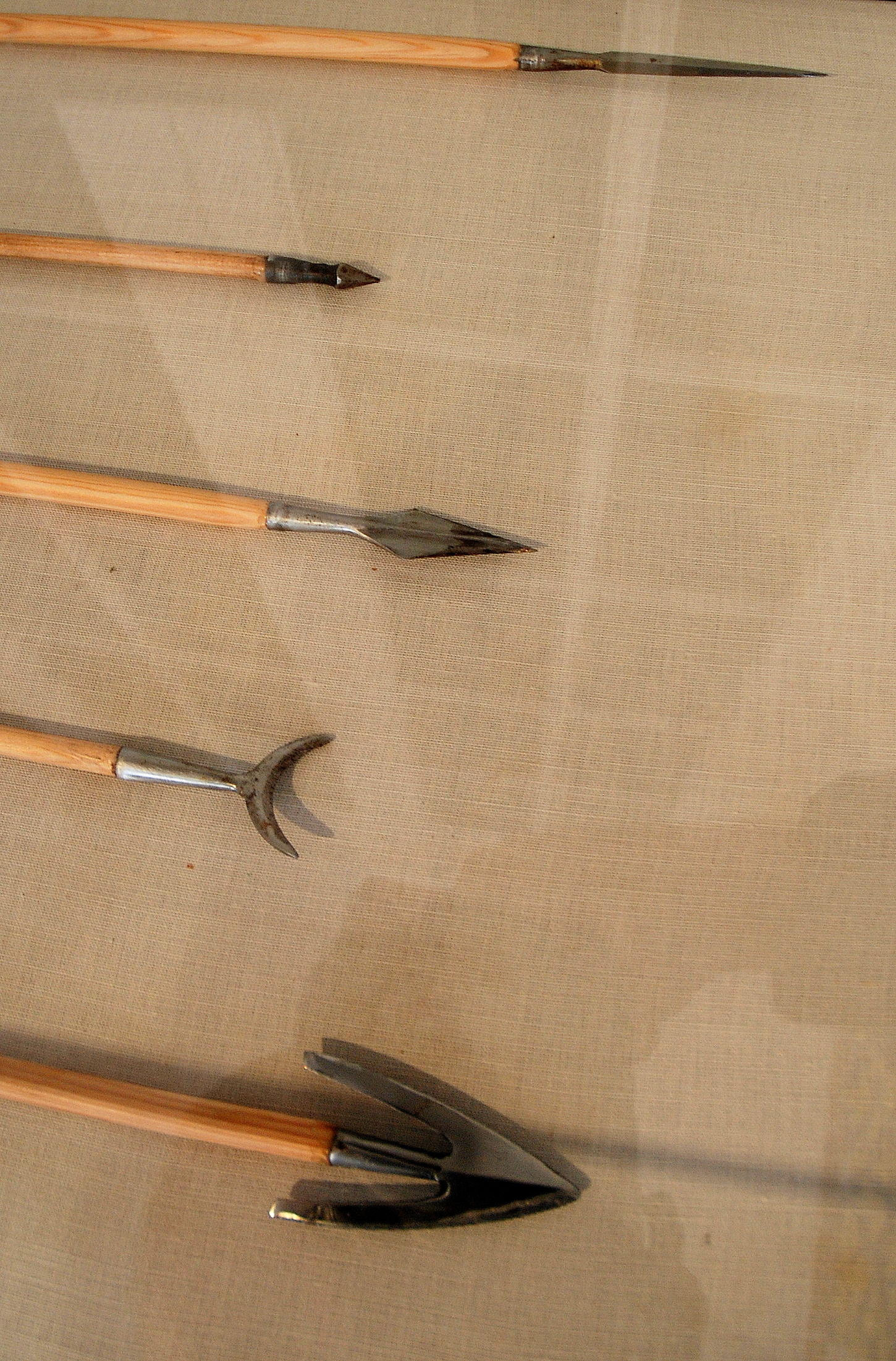
Види наконечників стріл

Лук і стріли почали застосовуватися щонайменше 61 тис. років тому. Кістяні наконечники такого віку знайдені в печері Сібуду на півдні Африки. Найдавніші древка стріл датуються раннім голоценом, 10500 років до н. е. Використання лука та стріл відоме в усіх давніх культур людей сучасного типу. Спершу вони використовувалися для полювання, але потім стали і поширеною зброєю для війни. Лук слугував основною військовою зброєю з давніх часів до Середньовіччя в Середземноморському світі та Європі, а ще довше в Китаї, Японії та в євразійських степах. Розважальна стрільба з лука також практикувалася поряд із військовою ще принаймні серед стародавніх єгиптян і греків.
Наконечники найдавніших стріл виготовлялися з каменю (кременю, обсидіану, кварцу), кісток або рогів. Близько 3500 — 2000 років до н. е. в Анатолії почали виробляти мідні наконечники, звідки вони поширилися в Єгипет і на Середній Схід. У період 2200—1200 років до н. е. з'являються бронзові наконечники і в 1200—690 роках до н. е. — залізні. З удосконаленням броні наконечники стріл адаптовувалися, їхня форма змінювалася.
Лук і стріли надають перевагу порівняно з використанням списа та списокидалки. Людина, озброєна луком і стрілами, потребує мало місця для стрільби, тому може стріляти з укриття та засідки. Стріли менші за списи та дротики, тому їх можна нести більше. Звідки переваги в полюванні: зі списами воно зазвичай групове, тоді як для полювання з луком і стрілами достатньо одна-дві людини. Однак, навчання стрільбі з лука набагато довше. Пізні варіації луків, такі, як англійський довгий лук, дозволяли запускати стріли на відстань 160—220 м з частотою до 12 пострілів на хвилину. З поширенням арбалетів поряд зі стрілами стали використовуватися схожі боєприпаси, арбалетні болти. Арбалети стріляли з меншою частотою, ніж луки, але болти могли летіти на відстань до 400 м. Після винайдення пороху в Китаї з запалювальних стріл розвинулися ракети.
Винахід вогнепальної зброї в 1500-х роках спричинив зменшення використання стріл у боях. У Європі до кінця XVI ст. вони майже перестали використовуватися для війни, але стрільба з лука стала розвагою, що розвинулася у спорт. Міжнародні правила стрільби з лука були стандартизовані в 1931 році після заснування Федерації міжнародної стрільби з лука по мішенях у Парижі.

## Стріла як символ
Стріла часто вказує напрямок руху чого-небудь (в такому разі ще називається стрілкою), але таке її значення відносно недавнє. На вивісках, у книгах, картах використовувалися позначки у вигляді кисті чи руки. В трактаті Бернара Форест де Белідора «Гідравлічна архітектура», опублікованому у Франції в 1737 році вперше використано стрілку, щоб вказати потік води та напрямок обертання водяного колеса. Приблизно в той же час у Німеччині картографи почали малювати стрілки для вказівки напрямку та течії річок і струмків. З середини до кінця XIX ст. оперення на стрілках зникає.
У психоаналізі стріла розуміється як символ лібідо та аналог фалоса.
У християнському мистецтві стріла символізує війну, смерть і чуму. Святого Севастіана часто зображають пронизаним стрілами, оскільки він пережив ордалію за якої був обстріляний стрілами. Стріла поряд з косою була в європейському мистецтві поширеним атрибутом Смерті.
Стріли поширені в геральдиці, де можуть означати готовність до бою, спритність і кмітливість.